# Liphistius tioman
Liphistius tioman är en spindelart som beskrevs av Norman I. Platnick och Sedgwick 1984. Liphistius tioman ingår i släktet Liphistius och familjen ledspindlar. Inga underarter finns listade i Catalogue of Life.